# Aulus Ofilius
Aulus Ofilius (Kr. e. 1. század) római jogtudós.
Római lovag, kiváló jogtudós és jogi munkák szerzője. Servius Sulpicius Lemonia Rufus tanítványa, Cicero kortársa és barátja volt, aki leveleiben többször is említést tesz róla. Munkáit sokszor idézik a pandektákban.